# Bundesstraße 454
Pour les articles homonymes, voir Route 454.
La Bundesstraße 454 est une Bundesstraße du Land de Hesse.

## Géographie
Elle mène de Niederaula à Kirchhain, où elle croise la Bundesstraße 62. Elle sert de liaison entre les villes de Bad Hersfeld, Schwalmstadt, Stadtallendorf et Marbourg. Elle est remplacée sur les tronçons de Bad Hersfeld-Niederaula et Kirchhain-Marbourg par la nouvelle construction de la B 62.

## Histoire
À Stadtallendorf, l'extension de la B 454 en desserte autoroutière pour la Bundesautobahn 49 est en cours. Le premier tronçon de construction, d'une longueur de 1,6 km et d'un coût de construction de 9,5 millions d'euros, est approuvé le 22 décembre 2006. La jonction de Waldstraße, qui était auparavant le même que le plan, est reconstruite. La Bundesstraße traverse maintenant la jonction sans aucune intersection. La Waldstraße ainsi que les entrées et sorties de la Bundesstraße se rejoignent en contrebas dans un grand rond-point.
Dans la deuxième phase de construction, la Bundesstraße dans la zone de l'intersection avec la Wetzlarer Strasse et la Lilienthalstrasse est abaissée. La B 454 est déplacée dans une auge de 6 m de profondeur, les rues de la ville se rejoignent au-dessus à un rond-point. Les sorties/allées y convergent également. Le premier coup de pioche a lieu début mai 2011. La deuxième phase de construction est longue de 550 m et le coût de construction prévue s'élève à 7,7 millions d'euros. La section est inaugurée officiellement le 13 août, pour un coût d'environ 9 millions d'euros.
La troisième phase de construction comprend l'intersection avec la Hauptstrasse et la Bahnhofstrasse. La B 454 doit être abaissée. La longueur de cette section de construction est de 998 m, les coûts de construction sont estimés à 16,4 millions d'euros. L'agrandissement entraînera un coût total d'environ 33,4 millions d'euros.

## Source
- (de) Cet article est partiellement ou en totalité issu de l’article de Wikipédia en allemand intitulé « Bundesstraße 454 » (voir la liste des auteurs).

1. ↑  (de) Florian Lerchbacher, « Großprojekte sollen nicht kollidieren », sur Oberhessische Presse, 2021 (consulté le 21 décembre 2021)